# Yvan Goll
Yvan Goll (även Iwan Goll), pseudonym för Isaac Lang, född 29 mars 1891 i Saint-Dié, Frankrike, död 27 februari 1950 i Neuilly-sur-Seine, tysk-fransk (tvåspråkig) judisk författare. 
Goll var genom sin dubbla språktillhörighet delaktig i två kultursfärer och hade under 1910- och 1920-talen starka band först till den tyska expressionismen och därefter till den franska surrealismen. Han skrev lyrik, dramatik och episka verk, omväxlande på tyska och franska. Golls viktigaste verk är den franskspråkiga diktcykeln Jean sans terre (Johan utan land, 1934-44, utgiven i sin helhet postumt 1957).
Golls roman Der Mitropäer brändes under bokbålen runt om i Nazityskland 1933.

## Verkförteckning
- Der Mitropäer, roman (Leipzig: Rhein-Verl., 1928)
- Sodome et Berlin, roman (Paris: Emile Paul, 1929)
- Jean sans terre (1957)